# 단일 시장

단일시장 지도

단일 시장(單一市場, 영어: single market, internal market)은 상품에 대한 무관세 및 공통 규제와, 자본과 노동 등에 대한 이동의 자유가 있는 시장이다. 단일 시장의 약한 형태를 포함하는 개념을 공동 시장(영어: common market)이라고 한다. 현재 단일 시장 수준에 가장 가까운 공동 시장을 보유 및 운영하고 있는 주체는 유럽연합이며, 유럽 단일 시장이 가장 잘 알려진 예시이다. 남아메리카의 메르코수르 또한 남미 지역을 기반으로 한 공동 시장이다. 그 외에 다른 지역에서도 단일 시장 및 단일 화폐 도입이 논의되고 있으나 이는 정치적 및 경제적 이유로 인해서 진척이 없는 편이다.

## 구조
- 경제 통합의 종류와 포괄 범위[9]

모든 공동 시장과 경제 통화 동맹은 또한 관세 동맹을 갖는다.
| 회원국간 무역 특혜                                              | 역내 관세 철폐 | 역외 공동관세 부과 | 역내 생산요소 자유이동 보장 | 역내 공동경제정책 수행 | 초국가적 기구 설치·운영 |
| --------------------------------------------------------------- | -------------- | ------------------ | --------------------------- | ---------------------- | ----------------------- |
| 특혜 무역 협정 (Preferential trading arrangement)               |                |                    |                             |                        |                         |
| 자유 무역 협정 (Free trade agreement) (NAFTA, EFTA 등)          |                |                    |                             |                        |                         |
| 관세 동맹 (Customs union) (베네룩스 관세 동맹)                  |                |                    |                             |                        |                         |
| 단일 시장(공동 시장) (Common market) (EEC, CACM, CCM, ANCOM 등) |                |                    |                             |                        |                         |
| 경제 통합 (Economic union) (마스트리히트 조약 발효이후의 EU)    |                |                    |                             |                        |                         |

## 공동 시장의 목록
- 유럽 단일 시장
- 유라시아 경제공간
- 중미공동시장
- 메르코수르